# Batalla de Kiev (2022)
La batalla de Kiev fue un enfrentamiento militar que inició el 24 de febrero de 2022 entre las Fuerzas Armadas de Rusia y las Fuerzas Armadas de Ucrania en la capital y la mayor ciudad de Ucrania, Kiev, y sus distritos circundantes, como parte de la ofensiva de Kiev en la invasión rusa de Ucrania de 2022.
Inicialmente, las fuerzas rusas capturaron áreas clave al norte y al oeste de Kiev, lo que generó  alarmantes especulaciones internacionales sobre la inminente caída de la ciudad. Sin embargo, la dura resistencia ucraniana detuvo el impulso de los rusos. Las malas decisiones tácticas y logísticas rusas ayudaron a los defensores a frustrar los esfuerzos de cerco, y después de un mes de lucha prolongada, las fuerzas ucranianas comenzaron a organizar contraataques exitosos. El 2 de abril de 2022, las autoridades ucranianas declararon que todo Kiev y las áreas circundantes volvían a estar bajo control ucraniano.

## Batalla

### 24 de febrero

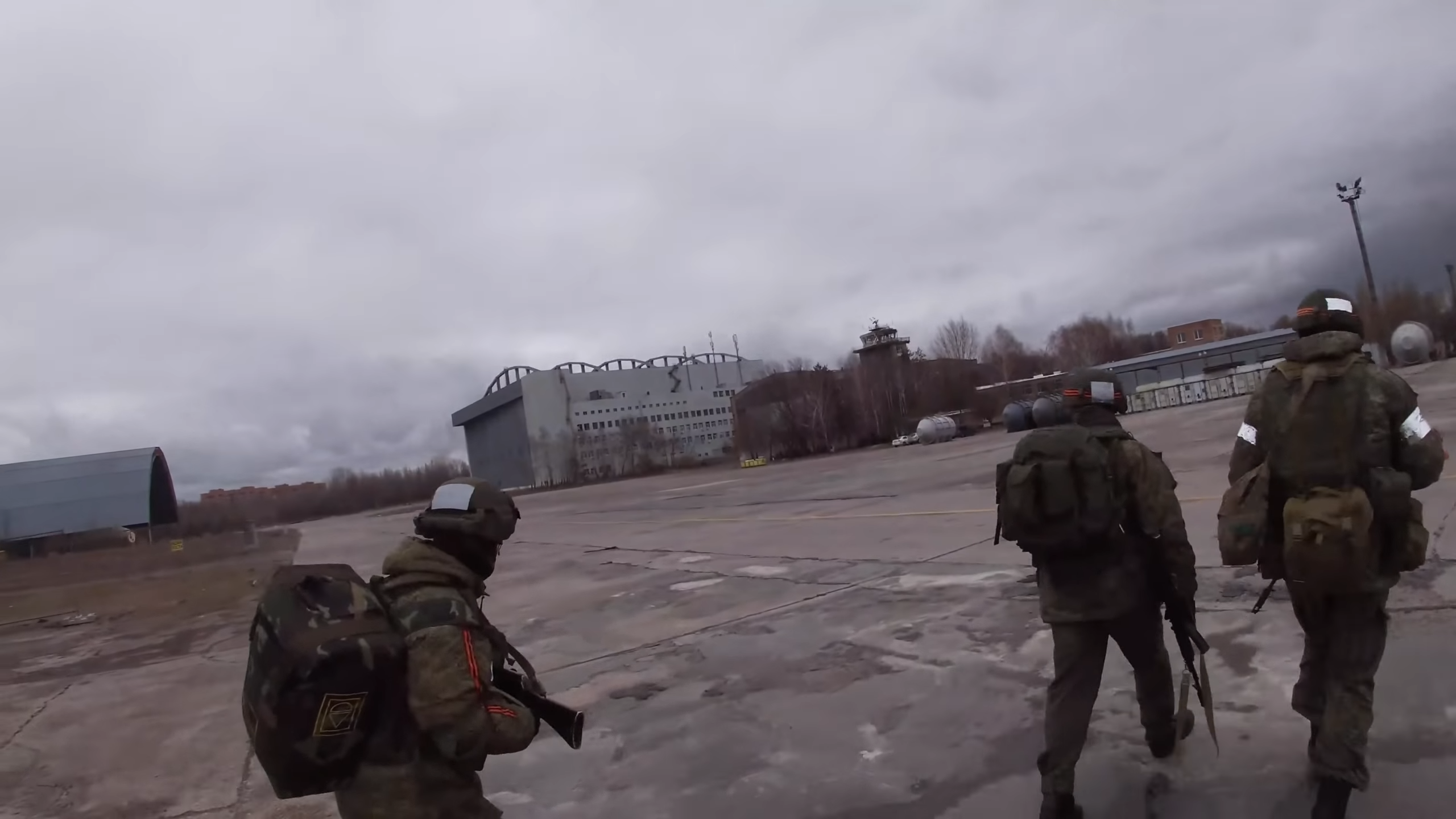
Las tropas aerotransportadas rusas avanzan más allá de un hangar que contiene el Antonov An-225 Mriya en el aeropuerto de "Kiev-Antonov" en Hostómel, Óblast de Kiev.

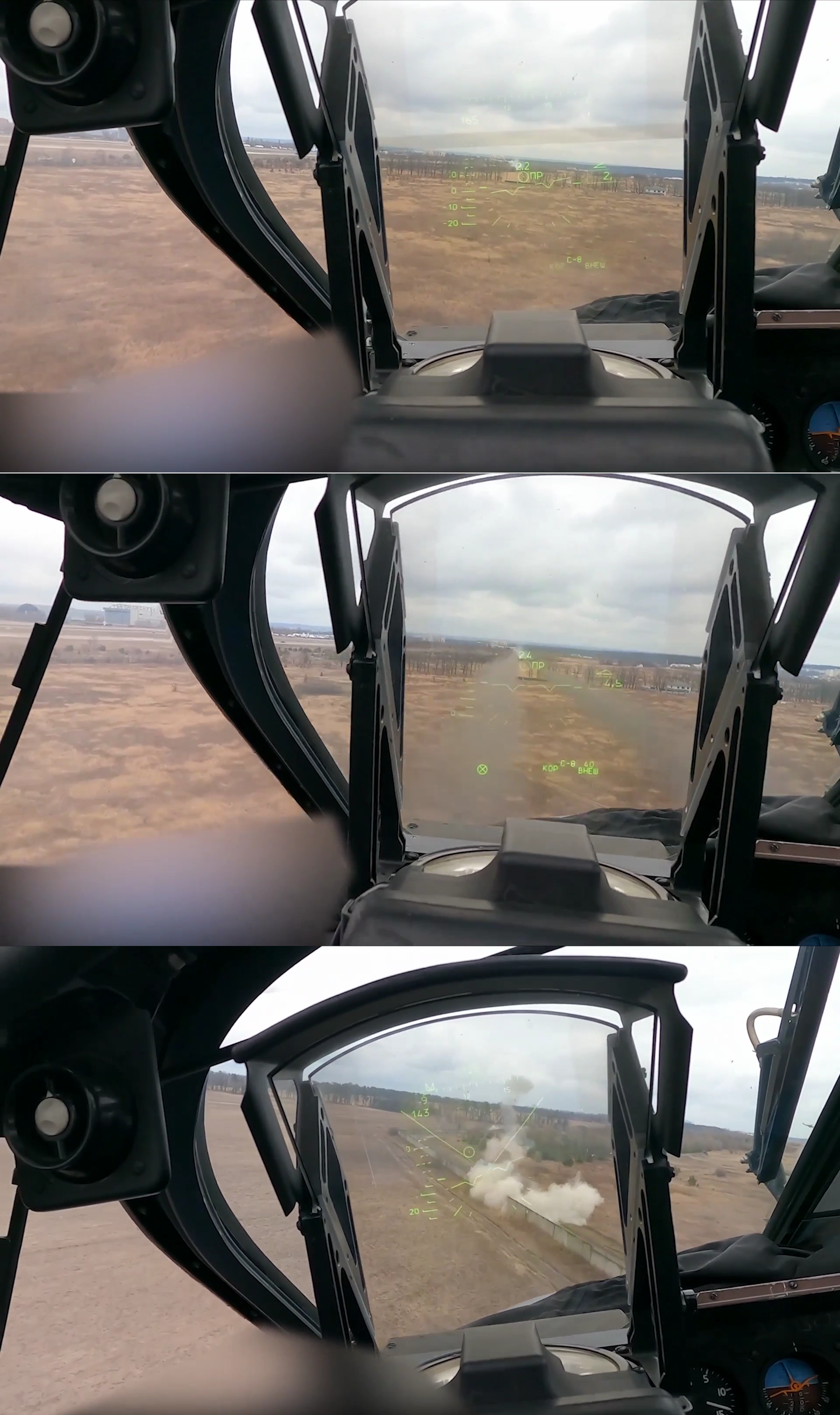
Vista de la cabina dentro de un helicóptero de ataque ruso Ka-52 que realiza una salida de vuelo bajo sobre el aeropuerto de "Kiev-Antonov" en Hostómel, Óblast de Kiev; el 24 de febrero de 2022. Brindaba apoyo aéreo cercano a las fuerzas rusas que desembarcaban y cubría un helicóptero de transporte ruso Mi-8 lleno de paracaidistas rusos. El Ka-52 evadió múltiples MANPADS antes de ser golpeado por uno y realizar un aterrizaje de emergencia en un campo cercano. La tripulación desmontó el Ka-52 y ocupó posiciones defensivas para esperar la evacuación de otro grupo de ataque de helicópteros rusos. A la izquierda de la imagen central se puede ver a lo lejos el hangar que contiene el Antonov An-225 Mriya.

El 24 de febrero de 2022, alrededor de las 05:30 h, hora de Ucrania (UTC+02:00), el presidente de la Federación de Rusia, Vladímir Putin, anunció una "operación militar especial" para "desmilitarizar y desnazificar" Ucrania. Alrededor de las 8:00 h, una formación de 20 a 34 helicópteros rusos llegó para asegurar el aeropuerto de "Kiev-Antonov" en Hostómel, un suburbio de Kiev, en un intento de crear un puente aéreo en qué tropas y equipo podrían reunirse a menos de 10 kilómetros (6,2 mi) de la capital de Ucrania, Kiev. La formación de helicópteros consistía en Mi-8s que transportaban potencialmente de cien a varios cientos de tropas aerotransportadas rusas, escoltados por helicópteros de ataque Ka-52 . Los paracaidistas posiblemente consistían en la 11.ª Brigada de Asalto Aéreo de la Guardia y/o 31.a Brigada de Asalto Aéreo de la Guardia. El asalto aéreo fue capturado en video por civiles y soldados. Volando bajo, los helicópteros rusos se aproximaron desde el río Dnieper y fueron inmediatamente atacados por fuego de armas ligeras y MANPADS ucranianos. Los helicópteros rusos respondieron desplegando bengalas. Se registraron varios Mi-8 recibiendo impactos y desplomándose en el agua. Al menos un Ka-52 fue derribado; sus dos pilotos expulsados. Los helicópteros prepararon el aterrizaje aerotransportado atacando el aeropuerto con cohetes.
Una vez desembarcados, las unidades aerotransportadas rusas comenzaron a tomar el aeropuerto. Las fuerzas rusas inicialmente aseguraron el perímetro del aeropuerto, expulsando a un pequeño número de defensores de la Guardia Nacional de Ucrania que habían estado estacionados en la localidad.  Luego comenzó a realizarse preparativos para la llegada de 18 aviones de transporte estratégicos Ilyushin Il-76 con tropas paracaidistas de Rusia. Sin embargo, los paracaidistas pronto fueron acosados por civiles armados locales y el 3.er Regimiento de Propósito Especial. En el "momento crítico" de la batalla, un contraataque ucraniano a gran escala fue lanzado por la 4.a Brigada de Reacción Rápida de la Guardia Nacional de Ucrania, respaldada por la Fuerza Aérea de Ucrania. Al carecer de vehículos blindados, las fuerzas rusas dependían del apoyo aéreo, para evitar los avances ucranianos. Dos Su-25 rusos fueron vistos atacando posiciones ucranianas. Los aviones de combate ucranianos que sobrevivieron a los ataques iniciales con misiles rusos, participaron en el suministro de apoyo aéreo para las unidades de la Guardia Nacional; estos incluían al menos dos Su-24 y un MiG-29. Los ucranianos se apresuraron a enviar más tropas al aeropuerto para apoyar a los contraataque. Estos refuerzos incluyeron la Legión Georgiana, y una unidad de las Fuerzas de Asalto Aéreo de Ucrania. Con la batalla en curso, los Ilyushin Il-76 no pudieron aterrizar; posiblemente se vieron obligados a regresar a su base en Rusia.
Después de rodear el aeropuerto, los ucranianos expulsaron a las fuerzas rusas por la noche. Las tropas aerotransportadas rusas sobrevivientes se retiraron a los bosques fuera del aeropuerto. El comandante de la Legión Georgiana, Mamuka Mamulashvili, afirmó más tarde que sus hombres se quedaron sin municiones en la batalla, por lo que utilizó su coche para atropellar a los paracaidistas rusos en retirada. Más tarde, la 4.ª Brigada de Reacción Rápida publicó en su página de Facebook una imagen de sus soldados celebrando la victoria, mientras sostienen una bandera ucraniana llena de agujeros de bala.
El Antonov An-225 Mriya, el avión más grande del mundo, estaba en el aeropuerto de "Kiev-Antonov" en Hóstomel, Óblast de Kiev; en el momento de la fase inicial de la batalla. Un piloto del Antónov ASTC confirmó inicialmente que estaba intacto, a pesar de los combates. Sin embargo, el 27 de febrero, según funcionarios ucranianos, el Mriya habría sido destruido por un ataque aéreo ruso. Siendo esto muy difícil de comprobar. El 4 de marzo, el canal de televisión estatal ruso Channel One Russia imágenes transmitidas al aire que muestran que el Mriya había sido destruido.

### 25 de febrero

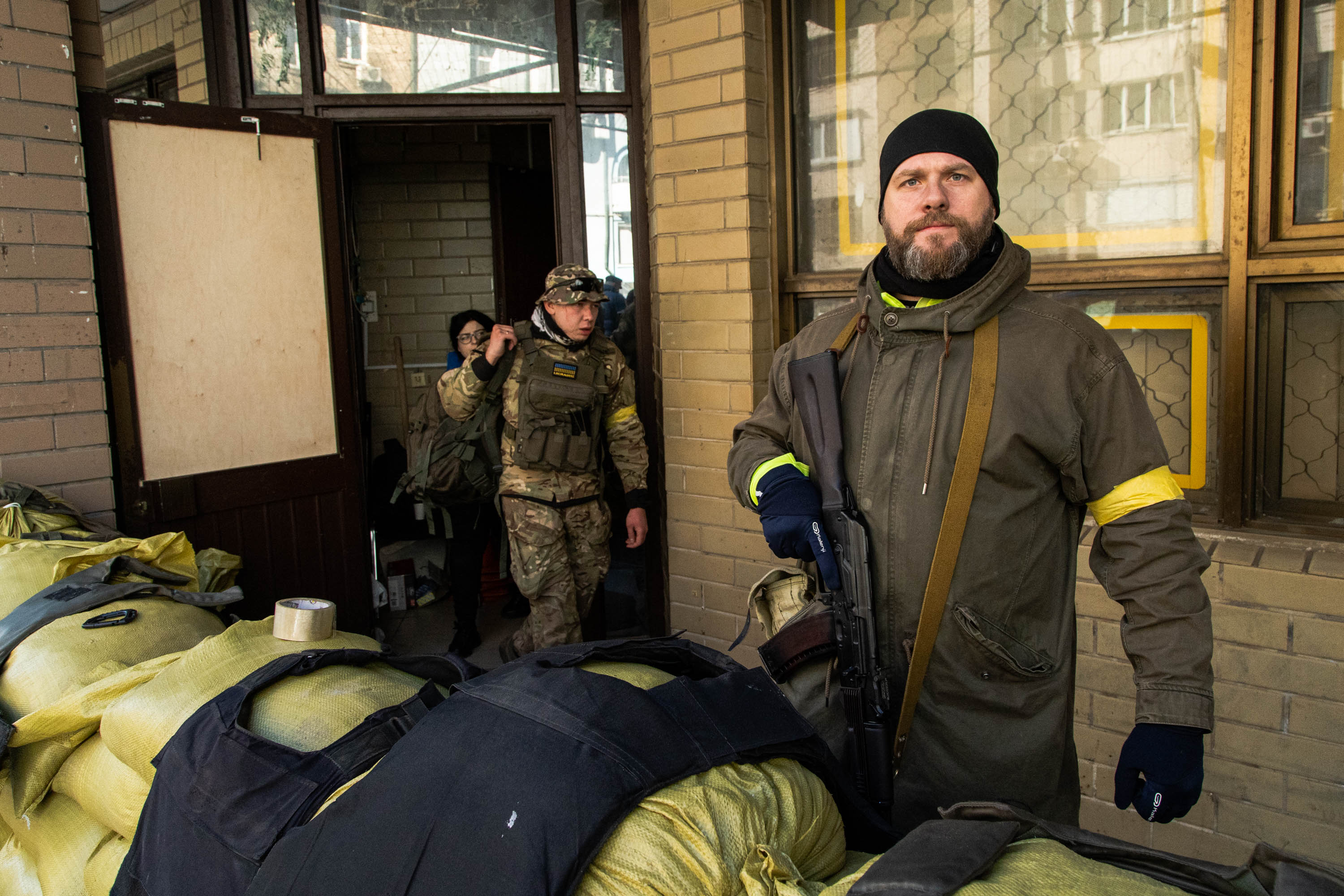
Tropas de las Fuerzas de Defensa Territorial en Kiev el 25 de febrero de 2022.

A media mañana del 25 de febrero, tres saboteadores rusos vestidos como soldados ucranianos entraron en el raión de Obolón, un distrito en la parte norte de Kiev que está a unos 9,7 km de la Verkhovna Rada. Los tres saboteadores fueron abatidos por las fuerzas ucranianas. A lo largo del día, se escucharon disparos en varios barrios de la ciudad; Las autoridades ucranianas describieron los disparos como resultado de enfrentamientos con las tropas rusas. Vitali Klitschko, el alcalde de Kiev, prometió tomar las armas y luchar. Su hermano Wladimir expresó los mismos sentimientos, habiéndose unido a los reservistas meses antes.
Las fuerzas terrestres rusas se están organizando y reforzando en el aeropuerto de "Kiev-Antonov", ubicado en el suburbio de Hostómel en la óblast de Kiev, que capturaron después de una feroz batalla. El presidente de Ucrania, Volodímir Zelenski, instó al pueblo de Kiev a responder al asalto ruso con cócteles molotov, y se han distribuido 18 000 armas entre los ciudadanos. También se han activado las Fuerzas de Defensa Territorial, normalmente mantenidas en reserva.
Finalmente, el 25 de febrero de 2022, las fuerzas rusas entraron en Kiev desde el norte, tras romper una línea de resistencia ucraniana en la batalla de Ivánkiv. Las fuerzas rusas libraron una batalla en el distrito de Obolón de Kiev. Después de informes de intensos disparos en Kiev la noche del 25 de febrero, las fuerzas ucranianas afirman haber matado a unos 60 saboteadores rusos.

### 26 de febrero

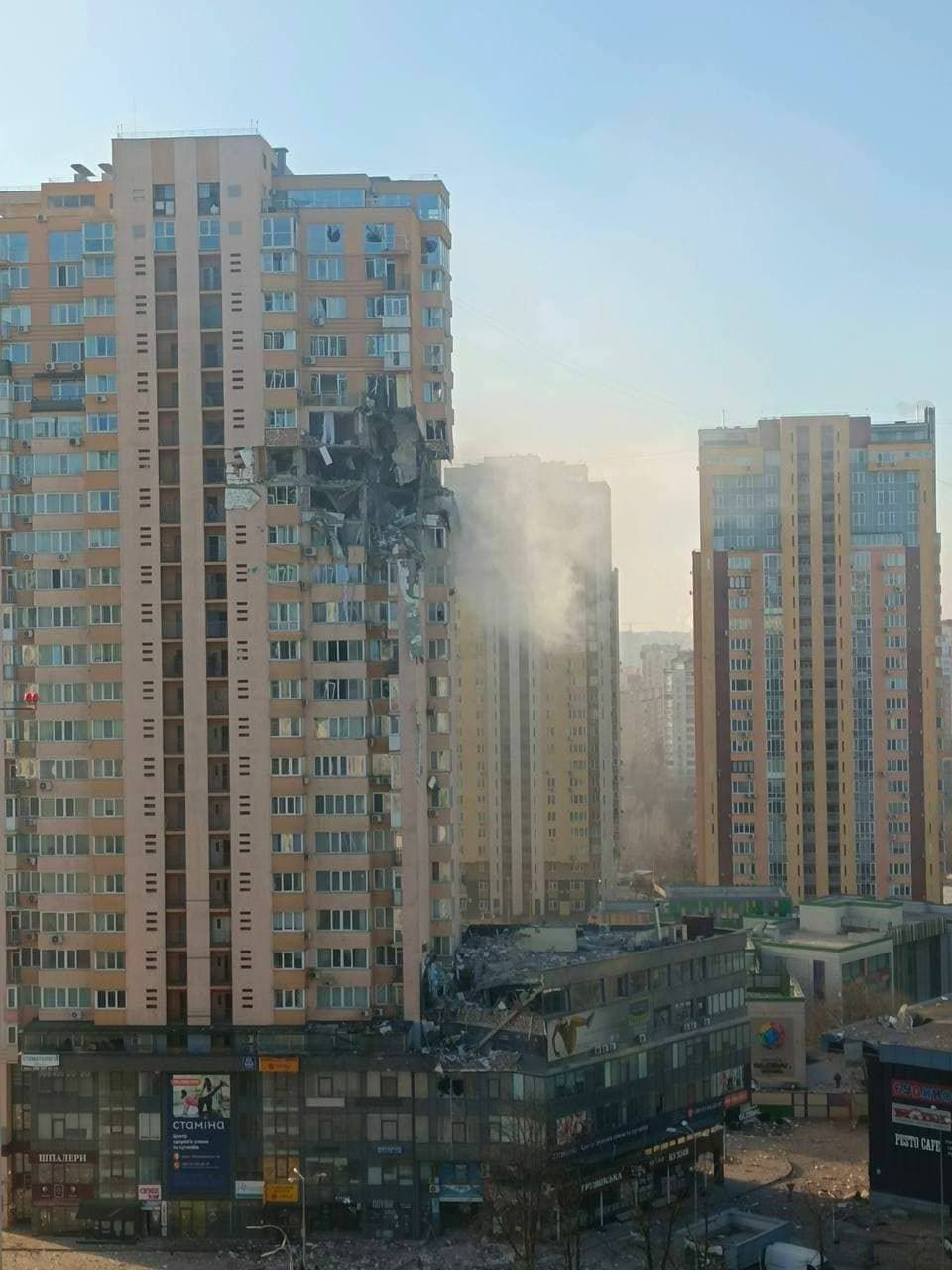
Consecuencias del bloque de apartamentos en Kiev alcanzado por un misil el 26 de febrero de 2022.

En la madrugada del 26 de febrero, la principal fuerza rusa comenzó a asaltar Kiev. La artillería rusa bombardeó la ciudad durante más de 30 minutos. Al mismo tiempo, el ejército ucraniano repelió un ataque ruso a una central de energía en el barrio nororiental de Troieshchyna, y la BBC sugirió que el ataque podría haber sido un "esfuerzo para privar a la ciudad de electricidad". También se produjeron intensos combates cerca del zoológico de Kiev en el barrio central de Shuliavka, donde las fuerzas ucranianas defendieron una base militar de los rusos.
Según el presidente de Ucrania, Volodímir Zelenski, las fuerzas ucranianas lograron repeler la ofensiva rusa y continuaron controlando Kiev y el área circundante. El toque de queda se amplió desde las 5 de la tarde a las 8 de la mañana.
Según el Ministerio de Defensa británico, el grueso de las fuerzas rusas está a 30 kilómetros del centro de Kiev.
Las Fuerzas de Defensa Territorial de Ucrania son responsables de la movilización de voluntarios. El ministro del Interior de Ucrania, Denis Monastyrsky, declaró que los voluntarios en Kiev recibieron más de 25 000 rifles de asalto, alrededor de 10 millones de balas, lanzagranadas y lanzacohetes.
Ese mismo día, tres días después del comienzo de la invasión, RIA Novosti, agencia de noticias estatal rusa, por error publicó un artículo titulado "La llegada de Rusia y el nuevo mundo", que se preparó con antelación anticipando la victoria rusa. En él se anunció que Rusia había ganado la guerra ruso-ucraniana y que "Ucrania había regresado a Rusia".Aleksandr Lukashenko ya había declarado que, en caso de conflicto armado, Kiev sería tomada en "3 o 4 días".Margarita Simonyan, redactora jefe de la agencia de noticias estatal RT, hizo también declaraciones similares sobre poder "derrotar a Ucrania en 2 días".Zelenski también admitió que había recibido un ultimátum para ser reemplazado por Viktor Medvedchuk, y dijo haber sobrevivido varios intentos de asesinato justo al estallar la guerra.

### 27 de febrero
Durante la madrugada del 27 de febrero, hubo algunos enfrentamientos con saboteadores rusos en Kiev. Los funcionarios locales afirmaron que Kiev seguía totalmente controlado por las fuerzas ucranianas por la mañana. En la noche del 27 de febrero, Associated Press informó que Klitschko había declarado que la ciudad estaba rodeada. Sin embargo, el portavoz de Klitschko le dijo más tarde a The Kyiv Independent que el alcalde había hablado mal y que los informes sobre el cerco de Kiev eran falsos.

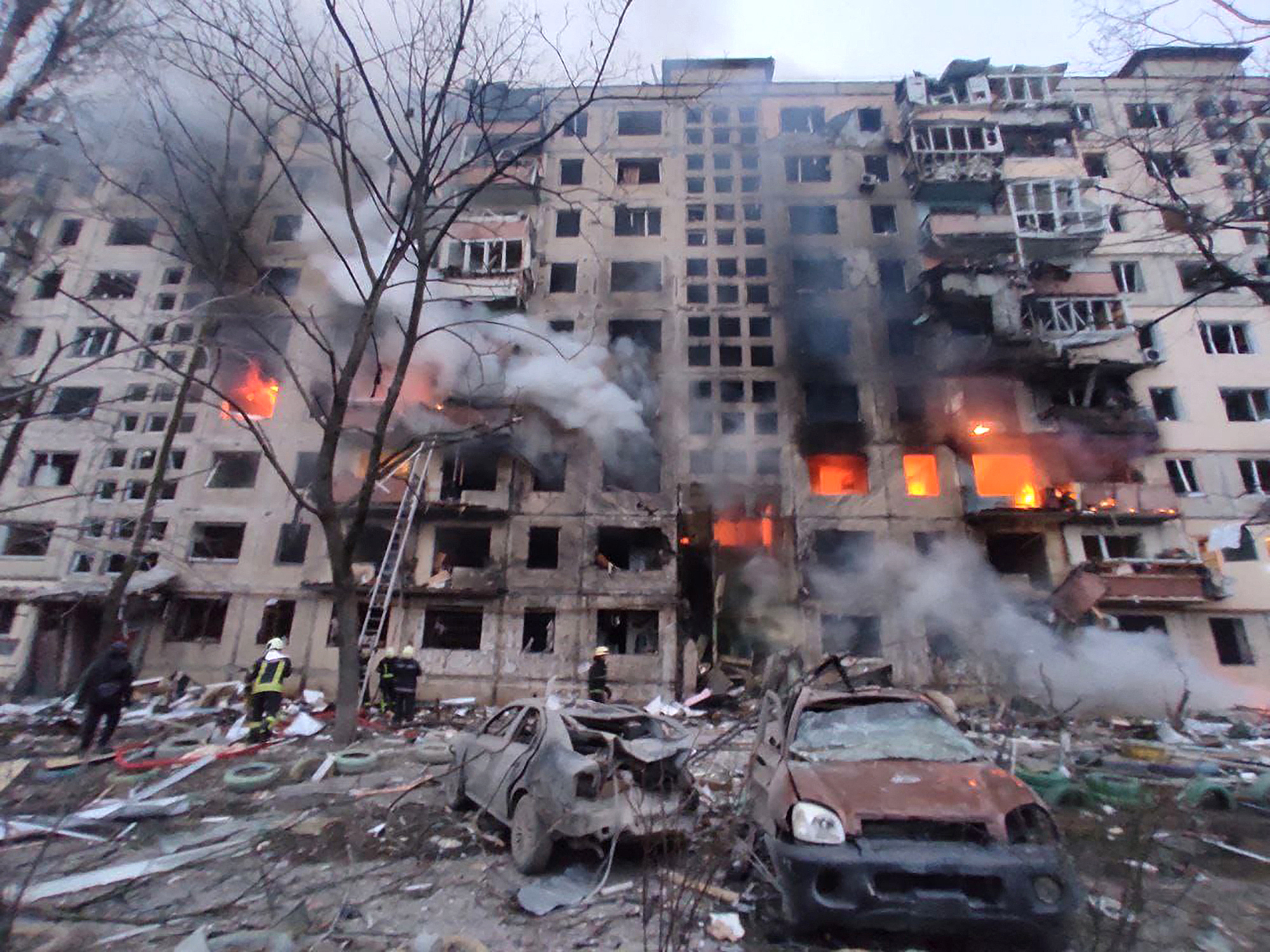
Edificio destruido en la calle Bohatyrska el 14 de marzo de 2022.

Más tarde esa mañana, un cohete cayó y explotó en el patio de un edificio de 16 pisos ubicado en Troieshchyna, provocando el incendio de 7 automóviles. Según funcionarios ucranianos, el misil fue disparado por un bombardero estratégico ruso desde Bielorrusia.
En la noche del 27 de febrero, un convoy ruso intentó establecer una base en el metro de Syrets, lo que resultó en un enfrentamiento mortal con soldados ucranianos. Las tropas rusas también dispararon contra un autobús militar ucraniano, lo que provocó un número desconocido de víctimas.

### 28 de febrero
Una nueva ola de tropas rusas avanzó hacia la ciudad de Kiev, pero hubo pocos combates directos, y solo se dispararon tres misiles contra la ciudad ese día. Las imágenes de satélite registradas por Maxar Technologies registraron una larga columna de vehículos rusos que se dirigían al sur de Kiev a lo largo de una carretera de 64 km de largo que se acercaba a Kiev desde el norte, y estaba aproximadamente a 39 km (24 millas) del centro de Kiev. Las autoridades ucranianas dispararon contra un ciudadano ucraniano-israelí al que confundieron con un miembro checheno del ejército ruso.
El Ministerio de Defensa ruso emitió una advertencia a los civiles de que tenían la intención de atacar las instalaciones de transmisión ucranianas alrededor de Kiev y que todos los residentes cercanos deberían abandonar el área. Esa noche se dispararon misiles rusos contra una base militar en Brovary, provocando un incendio masivo.

### 1 de marzo
El primero de marzo, un convoy de tanques, distintos vehículos armados y artillería remolcada entre otros de 64 kilómetros fue avistado dirigiéndose hacia Kiev, supuestamente dirigido desde el aeropuerto de "Kiev-Antonov" en Hóstemel, Óblast de Kiev. Por la tarde, las Fuerzas Armadas de Rusia bombardearon la torre de telecomunicaciones de Kiev intentando derribarla, provocando la muerte de cinco personas. El Centro Conmemorativo del Holocausto de Babi Yar confirmó los informes de que un segundo misil había golpeado accidentalmente el monumento cercano a la masacre de Babi Yar.

### 2 de marzo
El alcalde Vitali Klichkó dijo que el ejército ruso comenzaba a rodear la ciudad en un intento de imponer un bloqueo. La Fuerza Aérea de Ucrania también confirmó que había derribado dos Sukhoi Su-35 rusos sobre Kiev la noche anterior.
Klichkóle dijo al Canal 24 que los tanques se acercaban a Kiev desde Bielorrusia y que las autoridades ucranianas estaban inspeccionando los puestos de control. La jefa de inteligencia de las Fuerzas de Defensa de Estonia, Margo Grosberg, estimó que el avance del convoy ruso llegaría a los suburbios de Kiev en al menos dos días, después de lo cual intentarían sitiar la ciudad. El Presidente de Polonia, Andrzej Duda, dijo que Zelenski le dijo que las fuerzas ucranianas no se retirarían de Kiev.
Los escombros de un misil interceptado cayeron en la Estación central de ferrocarril de Kiev, Kiev-Pasazhyrskyi, dañando una importante tubería de calefacción. La explosión resultante causó daños menores a la estación.
La ofensiva progresó escasamente debido a problemas logísticos rusos; incluyendo, en algunas de sus unidades, problemas de alimento.
Ese mismo día, el SBU publicó un vídeo que muestra a un soldado ruso capturado afirmando que su unidad fue enviada a Ucrania con suministros de alimentos para sólo tres días. Correos electrónicos filtrados del FSB revelan dichos planes para capturar la ciudad en tres días.Documentos encontrados dentro de tanques rusos mencionan cómo la "operación militar especial" concluiría en diez días. Ucrania también capturó tanques emblemáticos utilizados en desfiles junto con uniformes militares, lo que sugiere que Rusia esperaba marchar en Kiev después de una rápida victoria.

### 3 de marzo
The New York Times estimó que más de 15.000 personas se refugiaron en el metro de la ciudad. El Ministerio de Defensa del Reino Unido emitió un comunicado de que en los últimos tres días el avance del convoy ruso ha hecho "poco progreso perceptible" en el futuro.

### 4 de marzo
Una nueva ola de bombardeos golpeó el centro de Kiev, incluido el distrito de Borshchahivka. Una investigación de CNN de videos publicados en las redes sociales que mostraban las secuelas de los ataques con misiles encontró que los ataques aéreos alcanzaron un centro comercial y muchos edificios de varios pisos en las áreas occidentales de la ciudad.

### 5 al 8 de marzo
Un vehículo ruso BMD-2 (de la 31.ª Brigada de Asalto Aéreo) destruido en Hostomel, en las afueras de Kiev. El 7 de marzo, las autoridades ucranianas dijeron que habían destruido dos aviones rusos. Volodímir Zelenski respondió a las acusaciones de que había huido de la ciudad con un video de sí mismo dentro de su oficina en Kiev.

### 9 de marzo
Por la mañana, las fuerzas rusas comenzaron a bombardear la ciudad nuevamente, lo que provocó varias explosiones. Más tarde este día, las autoridades rusas y ucranianas acordaron hacer un corredor humanitario temporal, lo que resultó en una evacuación masiva de civiles de los suburbios.

### 10 de marzo
El alcalde de Kiev, Vitali Klitschko, afirmó que casi dos millones de personas, o la mitad de la población de la ciudad, habían abandonado la ciudad desde el comienzo de la guerra.

### 12 de marzo
Los bombardeos provocaron dos incendios: en el centro y en las afueras de Kiev. Los rescatistas del Servicio Estatal de Emergencias de Kiev informaron que en el barrio Podil, un dron suicida ruso, identificado como Zala KUB, fue derribado sobre el edificio del Banco de Ahorros del Estado de Ucrania (Oschadbank), provocando un incendio. El segundo incendio se produjo en Berkovets, en el extremo noroeste de la ciudad, debido al impacto de un objeto desconocido.
Ese mismo día, las fuerzas rusas afirmaron haber destruido una base de la fuerza aérea al sur de Kiev cerca de Vasylkiv y el centro de reconocimiento de inteligencia de las fuerzas armadas ucranianas en Brovary, al este la capital Kiev.

### 14 de marzo
En la mañana del 14 de marzo, un proyectil ruso alcanzó un edificio residencial de 9 pisos en Obolón. El edificio quedó parcialmente destruido, con al menos una persona muerta y 12 heridas. Otro cohete ruso fue derribado sobre Kiev, y sus fragmentos dañaron un edificio residencial de 5 pisos en Kurenivka, matando a una persona y otras seis resultaron heridas. Además, las fuerzas rusas dispararon 3 cohetes contra la planta de producción en serie de Antónov, hiriendo a siete personas.

### 15 de marzo
La estación de metro Lukianivska resultó dañada debido a una explosión por la mañana. Más tarde en la mañana, las fuerzas rusas bombardearon áreas residenciales, incluidos los distritos de Sviatoshyn, Podil y Osokorky, incendiando varios edificios. Cuatro personas murieron por bombardeos en Sviatoshyn. Ese día, los jefes de Gobierno de Polonia, Eslovenia y la República Checa viajaron a Kiev en tren para expresar su solidaridad con el gobierno ucraniano. La visita fue coordinada con los demás socios de la Unión Europea y posteriormente se reunieron con Zelenski, quien instó a otros líderes a hacer lo mismo.
Se declaró un toque de queda en la ciudad desde las 20:00 del 15 de marzo hasta las 07:00 del 17 de marzo, según el jefe de la administración militar Nikolái Zhírov, por motivos de seguridad, incluida la destrucción de un grupo de sabotaje y reconocimiento del enemigo.

### 16 de marzo
Fueron detenidos en Kiev 105 sospechosos de sabotaje. Por la mañana, como resultado de un bombardeo ruso, dos edificios de 12 y 9 pisos en el distrito de Shevchenko, resultaron dañado. En la tarde del mismo día, según el alcalde de la ciudad, Vitali Klichkó, las tropas rusas dispararon contra varias casas particulares en la región de Podolsk, como resultado de lo cual se produjo un incendio y se dañó un gasoducto de baja presión.

### 19 de marzo
Según las autoridades de Kiev, 228 civiles habían muerto y otros 912 resultaron heridos en la capital. Durante la noche, las fuerzas ucranianas llevaron a cabo contraataques locales en los límites de la ciudad por primera vez para hacer retroceder a las unidades rusas de los suburbios de Kiev.

### 20 de marzo
Durante la noche, se convirtió en el objetivo de un bombardeo ruso, el centro comercial Retroville, en el noroeste de Kiev que anteriormente había Sido usado para albergar equipamiento militar y tropas. Al menos seis personas murieron.
La línea del frente ruso al oeste de Kiev se extendía a lo largo del Río Irpín, excepto la ciudad del mismo nombre al oeste de ese río que estaba parcialmente en manos de unidades ucranianas. Los esfuerzos para expulsar a las unidades rusas de los pueblos de los alrededores, como Irpín al oeste de la ciudad y Brovary al este, se basaron, entre otras cosas, en el hecho de que las fuerzas armadas rusas tenían que tomar estos pueblos si querían atacar Kiev con su artillería. Los obuses rusos tendrían un alcance de unos 25 kilómetros. Las tropas rusas todavía están demasiado lejos para atacar el centro de la ciudad, por ejemplo, en el aeródromo de Hostómel. El intento de los rusos de cruzar el río Irpin fue repelido por las tropas ucranianas. La ciudad de Brovary, al este de Kiev, estaba dentro del alcance de la artillería. Esto podría explicar por qué los rusos defendieron ferozmente sus posiciones en esta zona.

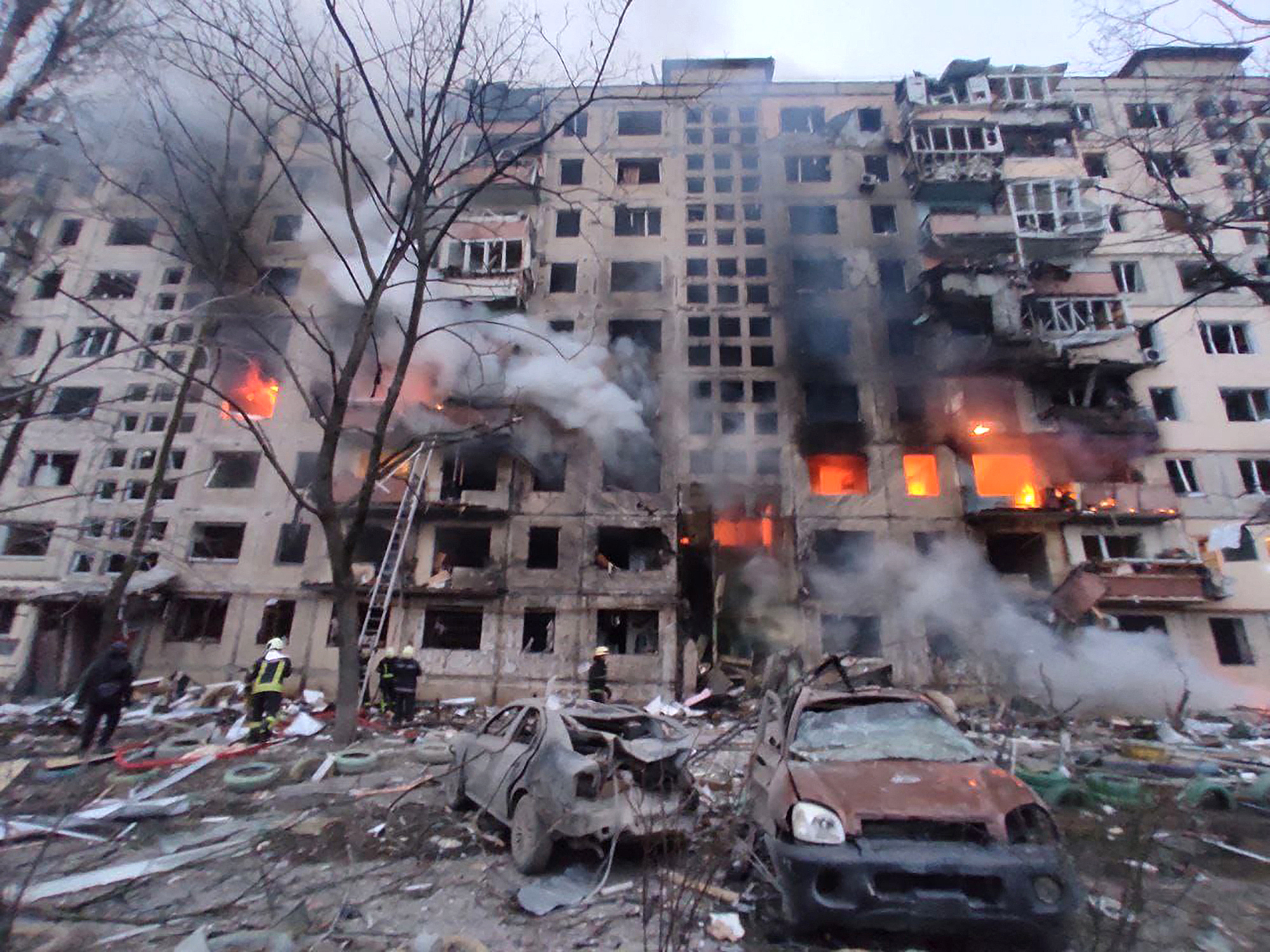
Casa en la calle Bogatyrskaya, 14 de marzo.
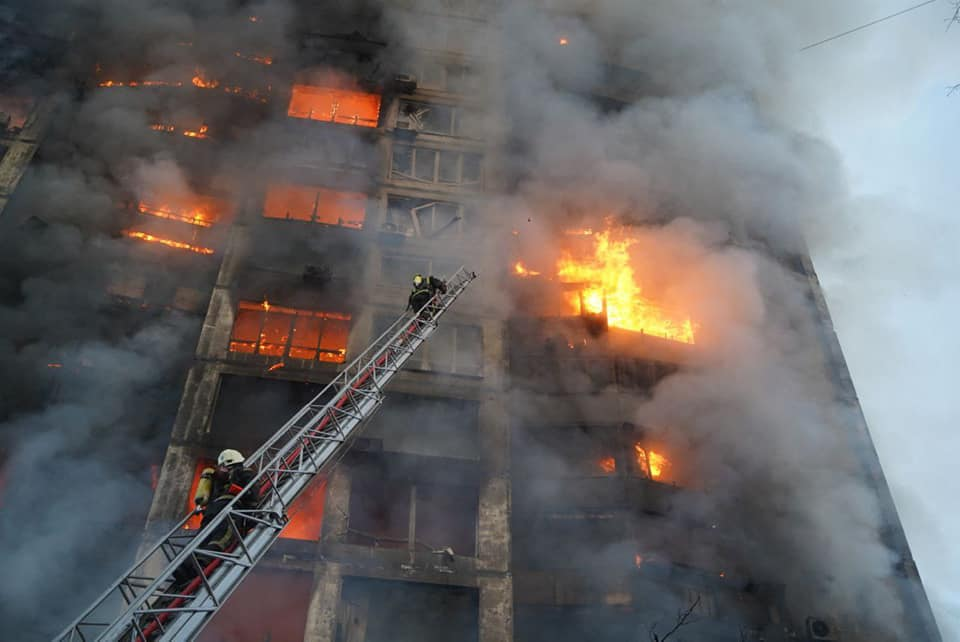
Edificio de 16 pisos en el distrito de Svyatoshinsky, 15 de marzo.
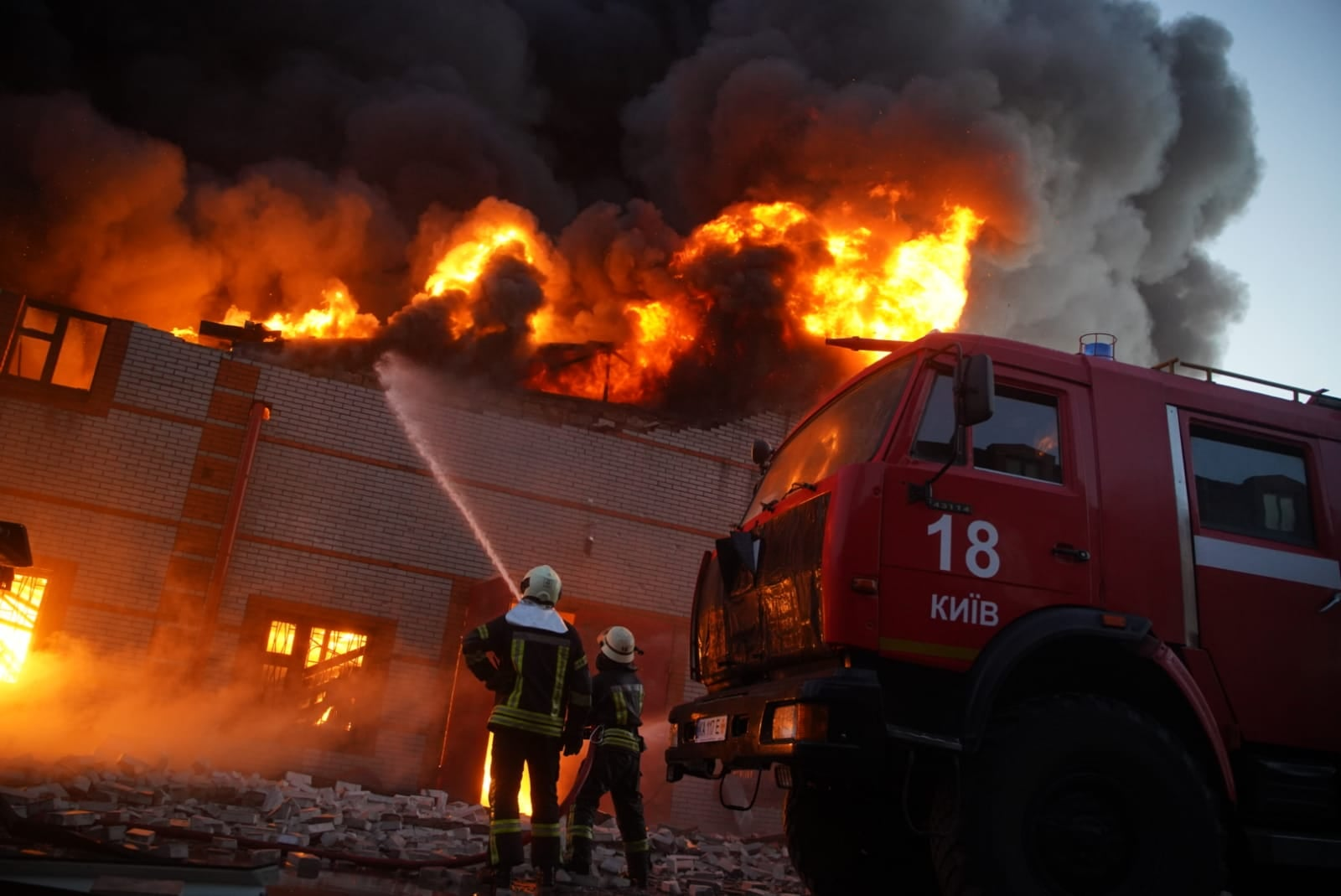
Incendio en un almacén en el distrito de Svyatoshinsky, 17 de marzo.
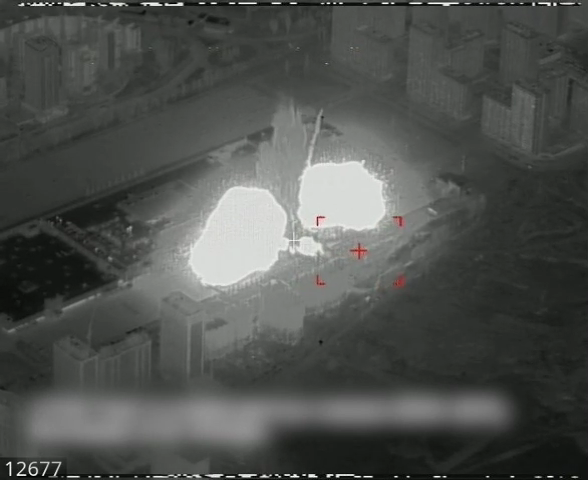
Bombardeo al centro comercial Retroville, 20 de marzo.
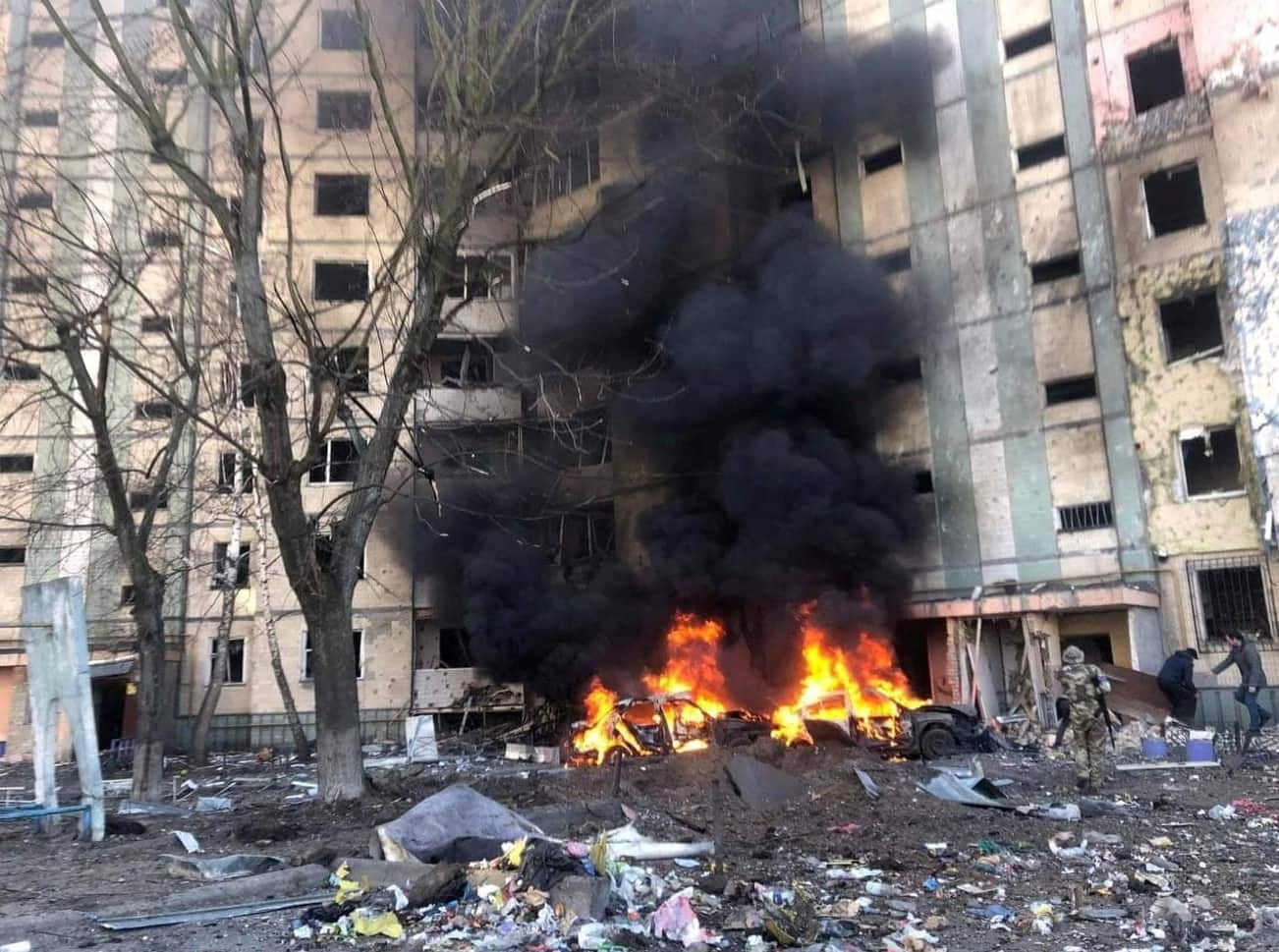
Casa bombardeada en el distrito de Svyatoshinsky, 20 de marzo.

### Retirada rusa
El 29 de marzo, Rusia anunció que retiraría sus fuerzas del área de Kiev.
El 2 de abril, la Viceministra de Defensa de Ucrania, Hanna Malyar, dijo a los medios que toda la región de Kiev estaba bajo el control total de Ucrania, declarando efectivamente la victoria.